# Douwinus Johannes van Houten
Douwinus Johannes van Houten (Assen, 27 januari 1861 – Weesp, 18 maart 1939) was een Nederlandse zakenman, politicus en firmant van de chocoladeproducent Van Houten. Hij speelde een belangrijke rol in zowel de bedrijfsvoering van de fabriek als in de lokale en landelijke politiek.

## Leven en carrière
Douwinus van Houten werd geboren in Assen, waar hij de hbs volgde. Na zijn hbs-tijd volgde hij een opleiding tot registratieontvanger. In 1882 verhuisde hij naar Weesp, waar hij in dienst trad bij de chocoladefabriek Van Houten. Het bedrijf, in 1815 opgericht door Casparus van Houten sr, was bekend door de uitvinding van zijn zoon Coenraad van Houten, die de cacaoboter uit de bonen wist te persen, waardoor cacaopoeder ontstond. Douwinus van Houten werd in 1885 benoemd tot procuratiehouder van het bedrijf. In 1895 trad hij op aandringen van Casparus Johannes van Houten toe als firmant en in 1903 werd hij, samen met Geert van Mesdag, volledig eigenaar van de fabriek.
Als leidinggevende werd Van Houten beschreven als een intelligente en bekwame bestuurder die goed zijn talen sprak en een briljant spreker was. Hij vertegenwoordigde het bedrijf in diverse commissies. Intern had hij echter te maken met grote conflicten met zijn medefirmant Geert van Mesdag, en later met diens zonen. De meningsverschillen gingen over strategische keuzes, zoals de prijszetting van cacaomerken en het beheer van de productie bij een fluctuerende vraag naar cacaoboter en cacaopoeder. Ook de omgang met de sterk wisselende prijs van ruwe cacao was een terugkerend strijdpunt. Uiteindelijk trad hij in 1933 uit de directie.

## Politieke loopbaan
Van Houten was actief in de politiek, zowel lokaal als landelijk. Namens de Liberale Unie bekleedde hij de volgende functies:
- Gemeenteraadslid van Weesp: van 1895 tot 1915.
- Wethouder van Weesp: van 1898 tot 1904. In deze periode was hij een van de initiatiefnemers van de gemeentelijke waterleiding.
- Lid van de Provinciale Staten van Noord-Holland: van 1898 tot 1904.
- Lid van de Eerste Kamer der Staten-Generaal: van 16 september 1913 tot 24 juli 1922, namens de provincie Noord-Holland. In de Eerste Kamer hield hij zich voornamelijk bezig met financiën en handel.
- Lid van het hoofdbestuur van de Liberale Unie van 1911 tot 1916.

## Nevenfuncties
Naast zijn werk in het bedrijfsleven en de politiek was Van Houten ook actief op andere gebieden:
- Lid van de Raad van Commissarissen van de Chemische fabriek te Naarden.
- Lid van de Nederlandse Werkgeversbond.
- Voorzitter van de Nutsspaarbank te Weesp.
- Penningmeester van de Maatschappij tot Nut van 't Algemeen, afdeling Weesp (44 jaar).
- Lid van de Centrale Afdeling van de Eerste Kamer der Staten-Generaal.
- Lid van de Gemengde Commissie voor de Stenografie (namens de Eerste Kamer).
- Directeur van de Hollandsche Maatschappij der Wetenschappen in Haarlem.

## Privé
Van Houten was een van de rijkste inwoners van Weesp, toch is  hij in bescheiden omstandigheden geboren, als zoon van de Asser boekhandelaar Jan Oosterhoff van Houten (1822-1910) en Antje van der Baan (1832-1914). Zijn vader was een neef van Coenraad Johannes van Houten, dus hij was slechts zijdelings gerelateerd aan de familieleden die oorspronkelijk het familiebedrijf leiding gaven. Hij trad op 23 april 1885 in het huwelijk met Margaretha Christina de Hart (1850-1945). Ze kregen vier kinderen. 
- Biografisch Portaal: 41619861
- Parlement.com: vg09ll1tpgvu